# DSA-414
La DSA-414 es una carretera perteneciente a la Red Secundaria de la Diputación Provincial de Salamanca que une la  DSA-415  con la  DSA-413 .
También pasa por la localidad de Carreros.

## Origen y Destino
La carretera  DSA-414  tiene su origen en Tabera de Abajo en la intersección con la carretera  DSA-415 , y termina en la intersección con la carretera  DSA-413  en Canillas de Abajo, formando parte de la Red de carreteras de Salamanca.